# Aleksandar Vukic
Aleksandar Vukic (nació el 6 de abril de 1996) es un jugador de tenis australiano.
Vukic su ranking ATP  más alto de singles fue el número 48, logrado el 14 de agosto de 2023. Su ranking ATP más alto de dobles fue el número 389, logrado el 21 de marzo de 2022.
Vukic hizo su debut en el cuadro principal de la ATP en individual en el Torneo de Sídney 2018, donde se clasificó para el cuadro principal al derrotar a Dušan Lajović y Ričardas Berankis. Estuvo a dos puntos de derrotar a Feliciano López, el número 36 del ranking mundial.
Vukic hizo su debut en individual de un torneo de Grand Slam en Torneo de Roland Garros 2020, luego de pasar la clasificación. Perdió en la primera ronda ante Pedro Martínez.

## Títulos ATP (0; 0+0)

### Individual (0)
| Leyenda                   |
| Grand Slam (0)            |
| ATP World Tour Finals (0) |
| ATP Masters 1000 (0)      |
| ATP World Tour 500 (0)    |
| ATP World Tour 250 (0)    |

#### Finalista (1)
| n.º | Fecha               | Torneo  | Superficie | Oponente en la final | Resultado        |
| --- | ------------------- | ------- | ---------- | -------------------- | ---------------- |
| 1.  | 30 de julio de 2023 | Atlanta | Dura       | Taylor Fritz         | 5-7, 7-6(5), 4-6 |

## Títulos ATP Challenger (2; 2+0)

### Individuales (2)
| N.° | Fecha                 | Torneo       | Superficie | Oponente en la final | Resultado     |
| --- | --------------------- | ------------ | ---------- | -------------------- | ------------- |
| 1.  | 20 de febrero de 2022 | Bangalore II | Dura       | Dimitar Kuzmanov     | 6-4, 6-4      |
| 2.  | 14 de mayo de 2023    | Busan        | Dura       | Max Purcell          | 6-4, 1-0 ret. |